# シルバートーン (シアーズ・ローバックのブランド)
シルバートーン（Silvertone）は、1915年から1972年まで、当時のシアーズ ・ローバック社（Sears, Roebuck and Co.、現在のシアーズ）が使っていた、楽器や音響機器のブランド。シアーズは、1915年に、蓄音機のブランドとしてシルバートーンを使い始め、同年末ないし翌1916年はじめにはレコードレーベルもシルバートーンに改名した。1920年代に入るとラジオがシルバートーン・ブランドで販売されるようになり、以降、ウォーキートーキーや補聴器まで、様々な関連機器が発売された。今では、古いシルバートーンのラジオが収集家の注目を集めるようになっている。1930年代には、それまでの「スーパートーン (Supertone)」に代わって、シルバートーンが楽器のブランドとしても使われ始めた。1950年代以降は、テレビやテープレコーダーなどにも、シルバートーン・ブランドが使われた。

## ギター
楽器類のなかでも有名だったのは、良質で安価だったギターで、1940年代以降には、マディ・ウォーターズやアーサー・クルーダップ（Arthur Crudup）ら、ブルース歌手たちに愛用された。
シルバートーンは、特に初心者の間で人気のあるブランドになった。エレクトリック・ギター、エレクトリック・ベース、アコースティック・ギターなど、初めて手にしたギター類がシルバートーンだったミュージシャンは、ハンク・ウィリアムズ、チェット・アトキンス、ボブ・ディラン、トム・フォガティ（Tom Fogerty）、ジェリー・ガルシア（Jerry Garcia）、ジミ・ヘンドリックス、ジョン・フォガティ、マーク・ノップラー、ルディ・サーゾ、フィル・ケギー（Phil Keaggy）、ジェイムズ・ヘットフィールド、デイヴ・グロール、ジャック・ホワイトはじめ、多数にのぼる。
後にゲス・フー（The Guess Who）へと発展したカナダのバンド、Chad Allan and The Silvertones は、この楽器ブランドにちなむ名であった。ピート・タウンゼントは、ザ・フーのライブで叩き壊すギターとしてシルバートーンをしばしば用いた。ザ・ホワイト・ストライプスのジャック・ホワイトは、年代もののシルバートーンのアンプを使っていることで知られている。シンガーソングライターのベック・ハンセンが主に使っているギターは、シルバートーンである。
シルバートーンというブランドは、長年の間に、ダンエレクトロ、ナショナル・ギター、ハーモニー（Harmony Company）、ケイ（Kay Musical Instrument Company）、テスコなど、様々な製造業者のギターに付けられてきた。今日では、特に1960年代のモデルのギターに、収集家が高値を付けるようになっている。最も有名なモデルのひとつは、1960年代はじめから半ばに製造された、ダンエレクトロ製 Danelectro Amp-in-case シリーズの1448番モデルである。これはギターケースに小さなアンプが組み込んであり、ギターのネックも18フレット分ととても短く、初心者には人気があった。ベックがおもに使っているギターは、この1448番モデルで、古いラッシュのステッカーと「I ♥ Country Music」と書かれたステッカーが貼ってあり、さらにその上に黒い絶縁テープのようなものが貼ってある（アルバム『モダン・ギルト (Modern Guilt)』のころ以降）。シルバートーンのギターの多く、特に最近のものは、先端が緩やかにカーブのかかったフック状になっているヘッドが、特徴となっている。
現在、シルバートーンのブランドを所有しているのはサミック（韓国の大手楽器メーカー）で、2003年から2006年までは、キッスのポール・スタンレーが広告に起用されていた。